# Motonautisme aux Jeux mondiaux de 2025
Navigation
Karlsruhe 2029
Les épreuves de motonautisme des Jeux mondiaux de 2025 ont lieu du 15 et 17 août 2025 sur le lac Sancha de Jianyang à Chengdu en Chine.
C'est la première fois que la discipline est présente aux jeux mondiaux avec l'introduction de la toute nouvelle discipline de Jet surf (ou motosurf électrique).
Trois épreuves sont au programme : motosurf individuel hommes, motosurf individuel femmes, coupe des nations mixtes

## Organisation
Chaque pays peut inscrire jusqu'à deux compétiteurs par sexe, à l'exception de la Chine (quatre athlètes) et de la qualification nominale (championne du Monde Féminine). Une équipe maximum par pays participera à la Coupe des Nations (à l'exception de la Chine, qui pourra qualifier une deuxième équipe).
24 participants participent à chaque courses.
- vingt places chez les hommes sont distribuées lors d'une série de qualifications qui a eu lieu en février 2025 à Fujaïrah ; chez les femmes, seulement dix-neuf car la championne du monde,Eliška Matoušková, est automatiquement qualifiée.
- les onze meilleures nations sont assurés de constitué une équipe d'un homme et d'une femme

| 1  | Záhorský Lukáš           |
| 2  | Lukscheider Alex         |
| 3  | Novotný Matyáš           |
| 4  | Kim Minseong             |
| 5  | Jin ShuLin               |
| 6  | Škamla Marek             |
| 7  | Kim Down                 |
| 8  | Andrews Mark             |
| 9  | Zu LinXin                |
| 10 | Zhang MaoZhu             |
| 11 | Kadlec Damian            |
| 12 | Boabbas Hasan            |
| 13 | Feng ZhangHao            |
| 14 | Cao ZiJun                |
| 15 | Jantorn Vatcharasak      |
| 16 | Žubor Timotej            |
| 17 | Mamada Daisuke           |
| 18 | Ramadhan Fares           |
| 19 | Lanner Alexander         |
| 20 | Janora Arkadius          |
| 21 | Michaelides Mike Seawolf |
| 22 | Squire Antony            |
| 23 | Kim MinJun               |
| 24 | Chen ZhangKe             |
| 25 | Hultberg Hannes          |
| 26 | Burk Ted                 |
| 27 | Lux Sebastian            |
| 28 | Vankersbilck Yano        |
| 29 | Ikeda Suguru             |
| 30 | Han Taehee               |

| 1  | Matoušková Eliška |
| 2  | Navarová Mariana  |
| 3  | Stloukalová Aneta |
| 4  | Zuborova Sara     |
| 5  | Strculova Emma    |
| 6  | Chai Xin          |
| 7  | Lee Eunjin        |
| 8  | Lukscheider Linda |
| 9  | Lee Miyeon        |
| 10 | Gao JiaYin        |
| 11 | Flores Arantxa    |
| 12 | Tory Miki         |
| 13 | Flores Alaia      |
| 14 | Li ZiMeng         |
| 15 | NiXin Yue         |
| 16 | Janora Rozalia    |
| 17 | Jin Yu            |
| 18 | Deveau Reanna     |
| 19 | Thellin Laureen   |
| 20 | An ZiHan          |
| 21 | Beckmann Jennifer |
| 22 | Burk Anna         |
| 23 | Huang ZiXuan      |
| 24 | Yu SuJin          |
| 25 | Smith Rebecca     |
| 26 | Shen Qing         |

| Tchéquie     | Zahorsky Lukas    | Matouskova Eliska |
| Slovaquie    | Skamla Marek      | Zuborova Sara     |
| Corée du Sud | Kim Minseong      | Lee Eunjin        |
| Chine I      | Jin ShuLin        | Chai Xin          |
| Chine II     | Zu LinXing        | Gao Jia Yin       |
| Canada       | Andrews Mark      | Deveau Reanna     |
| Japon        | Mamada Daisuke    | Tory Miki         |
| Pologne      | Janora Arkadiusz  | Janora Rozalia    |
| États-Unis   | Squire Antony     | Burk Anna         |
| Allemagne    | Lux Sebastian     | Beckmann Jennifer |
| Belgique     | Vankersbilck Yano | Thellin Laureen   |

## Médaillés
| Épreuves                   | Or | Argent | Bronze |
| -------------------------- | -- | ------ | ------ |
| Motosurf individuel hommes |    |        |        |
| Motosurf individuel femmes |    |        |        |
| Coupe des nations mixte    |    |        |        |

## Tableau des médailles
| Rang  | Nation | Or | Argent | Bronze | Total |
| ----- | ------ | -- | ------ | ------ | ----- |
| Total | Total  | -  | -      | -      | -     |